# Ильичёвец (газета)
Ильичёвец — одна из ведущих региональных газет Украины. Учредитель и издатель — трудовой коллектив ПАО «Мариупольский металлургический комбинат имени Ильича» Группы Метинвест. Распространяется в Мариуполе и прилегающих районах Донецкой и Запорожской области, имеет дочерние издания «Ильичевец — Столица», «Ильичевец — Умань», «Ильичевец — Крым», «Ильичевец — Кривой Рог» и «Ильичевец — Запорожье». Издавалась в Мариуполе с 1 мая 1929 года по 2018 год.

## История газеты
Газета «Ильичёвец» была основана в 1929 году как заводская многотиражка. На её страницах освещались достижения пятилеток, расширения и реконструкции предприятия, ввод в строй новых производственных и гражданских объектов. Также в газете рассказывалось о трудовых свершениях таких новаторов производства, как Лаврентий Шарый, Василий Васильев, Никита Пузырев, Петр Харман, Иван Шашкин, Макар Мазай, Владимир Клименко, Иван Лут и Иван Черняк.
Поначалу газета выходила на украинском языке, со второй половины 30-х годов и по настоящее время[уточнить] — на русском.
В связи с началом Великой Отечественной войны издание газеты было прервано и восстановлено только в 1951 году.
C 1997 года газета начинает прогрессировать, превращаясь в современное массовое издание. Тираж возрастает от 12 000 в 1996 году до 95 000. С февраля 2004 года редакция приступила к выпуску ежемесячных приложений «Ильичёвец — Спорт», «Ильичёвец — Здоровье», «Ильичёвец — Хозяин» (с начала 2005 года эти издания стали самостоятельными еженедельниками). С начала 2005 года начинает выходить «Ильичёвец-Умань» (распространяющаяся на территории Черкасской области), с апреля 2005 года — «Ильичёвец — Крым», с 2006 года — «Ильичёвец — Кривой Рог» и «Ильичёвец — Запорожье».
В 2011 газета «Ильичевец» стала лауреатом конкурса «Серебряный кадуцей» в номинации «Энергия инноваций».
С 1 января 2019 года была закрыта, коллектив влился в состав газеты Приазовский рабочий.

## Тиражи
- 1996 год: 12 000 экземпляров;
- 2007 год: 111 000 экземпляров;
- 2008 год: «Ильичёвец» — тираж более 94 000 экземпляров, вторник, четверг — 8 полос (1 и 8 полноцветные), суббота — 20 полос (1 и 20 полноцветные; 7 — 14 — программа ТВ). Формат А3.
  - «Ильичёвец — Крым» — 5902 экземпляра, вторник и четверг — 8 полос, в суббота — 20 полос формата А3.
  - «Ильичёвец — Умань» — более трех тысяч подписчиков.